# الدوري المغربي لكرة القدم 1987–88
الدوري المغربي لكرة القدم 1987-1988 هو الموسم 32 من البطولة الوطنية المغربية لكرة القدم . يتنافس خلاله 18 من أفضل الأندية الوطنية المغربية.توج بهذا الموسم فريق الرجاء البيضاوي .